# 5605 Kushida
Az 5605 Kushida (ideiglenes jelöléssel 1993 DB) a Naprendszer kisbolygóövében található aszteroida. Satoru Otomo fedezte fel 1993. február 17-én.